# Mailani
Mailani is een nagar panchayat (plaats) in het district Lakhimpur Kheri van de Indiase staat Uttar Pradesh. 

## Demografie
Volgens de Indiase volkstelling van 2001 wonen er 13.306 mensen in Mailani, waarvan 54% mannelijk en 46% vrouwelijk is. De plaats heeft een alfabetiseringsgraad van 57%. 